# Culladia suffusella
Culladia suffusella là một loài bướm đêm trong họ Crambidae.